# Olivella (Catalogne)
Pour les articles homonymes, voir Olivella.
Olivella est une commune de la province de Barcelone, en Catalogne, en Espagne, dans la comarque du Garraf.
La ville s'étend sur 38,8 km² et compte 3 123 habitants depuis le dernier recensement de la population. La densité de population est de 80,5 habitants par km² sur la ville.
Entourée par Olesa de Bonesvalls, Sant Pere de Ribes et Avinyonet del Penedès.
Olivella est située à 6 km au nord-est de Sant Pere de Ribes la plus grande ville des environs.
Située à 210 mètres d'altitude, la ville d'Olivella a pour coordonnées géographiques Latitude: 41° 18' 37'' nord
Longitude: 1° 48' 44'' est.
Le maire d'Olivella se nomme Joaquim Mas Rius.